# Хора от народа
„Хора от народа“ е петият албум на българската рок група Хиподил, издаден през 2000 година. Албумът е първият и единствен за сега без вокалиста Светослав Витков, който по време на записите е в САЩ, работейки като гастарбайтер. Вокалите изпълняват поканени от останалите членове на Хиподил вокалисти от други български групи, сред които са Кольо Гилъна и Пешо от Контрол. В някои песни като вокалист взима участие и Венци Мицов, който участва като гост-музикант и в няколко парчета от предните албуми на групата.
Стиловата ориентация в албума е подобна на тази в останалите, но песните са предимно с по-мек саунд и с много ска и малко метъл забежки. В този албум групата си налага самоцензура, като в текстовете не присъства нито една нецензурна дума, нещо нетипично за Хиподил. Друга особеност е изключително честото присъствие на кийборд, в изпълнение на Венци Мицов, който дори е водещ инструмент в някои песни.
Парчето „Гагарин“ е кавър на песента „Последното земно изпразване на космонавта Румъненко“ от албума „Надървени въглища“, в стил наподобяващ индъстриъл метъл и отново с цензуриран текст. В албума е включена и първата песен в историята на Хиподил, изпълнявана на концерти в края на 80-те – „Зидаромазачи“. Светослав Витков все пак взима участие в две песни като водещ вокал – „Партизани“ (кавър на едноименната комунистическа песен от българския телевизионен сериал „На всеки километър“) и „Друго няма“, а в песента „Човече“ участва като беквокал.

## Песни
1. Моцарт
2. Партизани
3. Зидаромазачи
4. Човече
5. На суша
6. Хора от народа
7. Балада за туршията
8. Сексуален махмурлук
9. Друго няма
10. Не бива
11. Конникът без глава
12. Аз съм Батман, аз съм Зоро
13. Недоволство
14. Гагарин (П.З.И.К.Р.)

## Музиканти
- Вокали
  - Венцислав Мицов (1, 2, 3, 4, 6, 9, 10, 11, 13, 14);
  - Пешо (Контрол) (5, 6, 12);
  - Кольо Гилъна (1, 7);
  - Кембъла (8).

- Музика
  - Петър Тодоров и Хиподил (1, 3, 4, 5, 6, 7, 8, 9, 11, 12, 13, 14);
  - Димитър Вълчев (2);
  - Венци Мицов (10);

- Текст
  - Венци Мицов (1, 7, 10, 12);
  - Светослав Витков (4, 6, 9, 14);
  - Найден Вълчев (2);
  - Кембъла (8).
  - Хиподил (3, 5, 11, 13).